# Shreyas Movva
Shreyas Vasudevareddy Movva (* 4. September 1993 in Indien) ist ein indischer Cricketspieler, der seit 2021 für die kanadische Nationalmannschaft spielt.

## Kindheit und Ausbildung
Moova wurde in Indien geboren, ging jedoch im Jahr 2016 nach Kanada, um an der Concordia University zu studieren.

## Aktive Karriere
Moova gab sein Twenty20-Debüt für die Nationalmannschaft gab er in der Amerika-Qualifikation für den Twenty20 World Cup im November 2021 gegen Panama. Sein ODI-Debüt folgte im Februar 2024 bei einer Tour in Nepal. In der Folge wurde er für den Kader für den ICC Men’s T20 World Cup 2024 nominiert.